# Elfi Mikesch

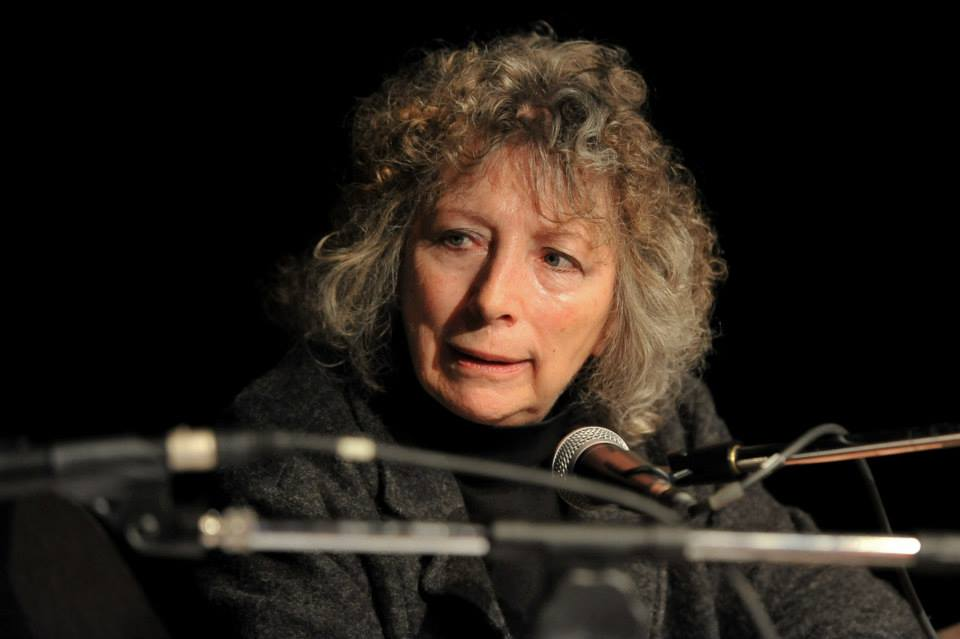
Elfi Mikesch auf der 37. Duisburger Filmwoche, 2013

Elfi Mikesch, eigentlich Elfriede Mikesch (* 31. Mai 1940 in Judenburg, Steiermark) ist eine österreichisch-deutsche Fotografin, vielfach preisgekrönte Kamerafrau und Filmregisseurin.

## Leben und Wirken
Die Tochter eines Filmvorführers absolvierte eine fotografische Ausbildung und betätigte sich als Malerin. 1960 heiratete sie den Maler und Hörspielautor Fritz Mikesch und kam mit ihm 1963 von Innsbruck nach Frankfurt am Main. Hier lernte sie Rosa von Praunheim kennen und zog 1965 nach West-Berlin, wo sie für den Verlag V. Magdalinski arbeitete. 1969 veröffentlichte sie mit Rosa von Praunheim Oh Muvie, eine „anarchistische Fotogeschichte.“
Edgar Allan Poes Kurzgeschichte „Die Maske des roten Todes“ inspirierte Elfi Mikesch 1970 zu ihrem auf Super-8 gedrehten Filmdebüt, was jedoch als verschollen gilt.
1971 drehte sie mit Leidenschaften, dem filmischen Ergebnis einer Weltreise mit Fritz Mikesch, in der Regie von Rosa von Praunheim ihren ersten Film als Kamerafrau. 1972 war sie für Maske und Kostüme von Werner Schroeters Salome verantwortlich, für den sie in zahlreichen Filmproduktionen die Kamera machte. Es folgten weitere Fotoserien und Dia-Shows, bevor sie sich seit etwa 1980 als Spezialistin für Experimentalfilme einen Namen machte, bei denen sie selbst Regie führte. Ebenso arbeitete sie als Dokumentarfilmerin, u. a. für das ZDF, und wurde immer wieder als Kamerafrau von Regisseuren wie Rosa von Praunheim, Werner Schroeter, Peter Lilienthal und Monika Treut, mit der zusammen sie 1984 die Produktionsfirma Hyäne/Hyena Film mit Sitz in Hamburg gründete, engagiert.
1983/84 lehrte sie an der Deutschen Film- und Fernsehakademie Berlin im Fach Regie. Seit 1991 ist sie Mitglied der Akademie der Künste Berlin, Sektion Film- und Medienkunst. An der Universität der Künste gab sie Kamera Seminare.
Anlässlich des achtzigsten Geburtstages von Mikesch im Jahr 2020 brachte Rosa von Praunheim das Foto-Buch vis-à-vis über seine langjährige Weggefährtin heraus, die in über 20 Filmen Kamera für ihn gemacht hat.
Das Filmarchiv Austria ehrte Mikesch mit einer mehrwöchigen Retrospektive von Mitte Januar bis Anfang Februar 2022 in Wien im Metro-Kino. Das Kino zeigte auch Filme von Rosa von Praunheim und Werner Schroeter, bei denen Mikesch Kamera gemacht hat. Zusammen mit Werner Schroeter wurde sie im Rahmen des Murnau-Filmpreises geehrt als Macherin eines zutiefst visuellen Kinos, in dem die sichtbare Wirklichkeit mit unsichtbaren Komponenten, mit Sehnsucht und Gefühl ergänzt wird.

## Filmografie
- 1970: Charisma. Eine Erinnerung an den Tod. (Kamera, Regie, verschollen)[1]
- 1972: Leidenschaften (Kamera)
- 1978: Ich denke oft an Hawaii (Kamera, Regie, Drehbuch, Schnitt)[1]
- 1979: Exekution A Study of Mary (Kamera, Regie, Drehbuch, Produktion, Schnitt)
- 1980: Was soll'n wir denn machen ohne den Tod (Kamera, Regie, Drehbuch, Schnitt)
- 1981: Zechmeister (Beratung)
- 1982: Macumba (Regie)
- 1982: Im Jahr der Schlange (Kamera)
- 1983: Canale grande (Kamera)
- 1983: Die blaue Distanz (Kamera, Regie, Drehbuch)
- 1983: Das Frühstück der Hyäne (Kamera, Regie, Drehbuch)
- 1984: Horror Vacui (Kamera)
- 1985: Verführung: Die grausame Frau (Kamera, Regie, Drehbuch, Produktion)
- 1986: Ein Virus kennt keine Moral (Kamera)
- 1986: Der Rosenkönig (Kamera)
- 1987: Anita – Tänze des Lasters (Kamera)
- 1988: Die Jungfrauenmaschine (Kamera, Produktion)
- 1989: Marocain (Kamera, Regie, Drehbuch)
- 1990: Die Aids-Trilogie: Feuer unterm Arsch – Vom Leben und Sterben schwuler Männer in Berlin (Kamera)
- 1991: Malina (Kamera)
- 1991: Am Ende einer Kindheit (A Idade Maior, Kamera)
- 1991: The Party: Nature Morte (Kamera)
- 1991: My Father is coming – Ein Bayer in New York (My Father Is Coming, Kamera)
- 1992: Female Misbehavior (Kamera)
- 1994: Hey Stranger (Kamera)
- 1994: Let's Talk About Sex (Erotique, Kamera)
- 1994: Soldaten Soldaten (Regie)
- 1995: Out of America (Kamera)
- 1996: Gefährliche Orte – Bombenleger (Kamera, Regie)
- 1996: Poussières d'amour – Abfallprodukte der Liebe (Kamera)
- 1997: Daily Chicken (Kamera)
- 1997: Verrückt bleiben – verliebt bleiben (Kamera, Regie, Drehbuch)
- 1998: Life, Love & Celluloid (Kamera)
- 1999: Gendernauts – Eine Reise durch die Geschlechter (Kamera)
- 1999: Der Einstein des Sex (Kamera)
- 2000: Für mich gab's nur noch Fassbinder (Kamera)
- 2001: Mon Paradis – Der Winterpalast (Kamera, Regie, Drehbuch)
- 2001: Die Markus Family (Kamera, Regie, Drehbuch)
- 2001: Kriegerin des Lichts (Kamera)
- 2001: Denk ich an Deutschland – Ein Fremder (Kamera)
- 2002: Deux (Kamera)
- 2002: Ich kann das schon! (Kamera)
- 2003: Ich bin der Eiffelturm (Serie Fremde Kinder, Kamera)
- 2003: Die schrecklichen Eltern (Les parents terribles, Kamera)
- 2004: Passion Hölderlin (Kamera)
- 2005: Christoph Schlingensief und seine Filme (Kamera)
- 2005: Den Tigerfrauen wachsen Flügel, (Kamera)
- 2006: Brinkmanns Zorn (Kamera)
- 2006: Hahnemanns Medizin (Kamera, Regie)
- 2007: Meine Mütter – Spurensuche in Riga (Kamera)
- 2008: Tote Schwule – Lebende Lesben (Kamera)
- 2008: Zisternen – Istanbuls versunkene Paläste (Regie)
- 2008: Stark fürs Leben (Kamera)
- 2008: Spielzone – Im Sog virtueller Welten (Kamera)
- 2011: Mondo Lux – Die Bilderwelten des Werner Schroeter (Regie)
- 2012: Der Schmetterlingsjäger – 37 Karteikarten zu Nabokov (Kamera)
- 2014: Fieber (Regie, Drehbuch)
- 2015: Härte (Kamera)
- 2019: Ich bin Anastasia (Kamera)
- 2022: Die Strasse als Erzählung (Regie, Kamera, Drehbuch)
- 2024: Krieg oder Frieden (Regie, Buch)

## Auszeichnungen
- 1978: Deutscher Filmpreis Filmband in Silber für Ich denke oft an Hawaii[1]
- 1980: Deutscher Filmpreis Filmband in Gold für Execution: A Story of Mary
- 1986: Deutscher Kamerapreis für Der Rosenkönig
- 1991: Frameline Award für Macumba
- 1992: Deutscher Kamerapreis für Malina
- 1997: IFF Minsk Großer Dokumentarfilmpreis fürVerrückt bleiben – verliebt bleiben
- 1997: 3sat-Dokumentarfilmpreis für Verrückt bleiben – verliebt bleiben
- 1998: IFF Barcelona Großer Preis für Verrückt bleiben – verliebt bleiben
- 2006: Deutscher Kamerapreis Verleihung der Ehrenkamera[6]
- 2010: Friedrich Wilhelm Murnau Filmpreis[7]
- 2014: Spezialpreis des Teddy Awards für ihre künstlerische Lebensleistung[8]

## Ausstellungen
- 2018: Abfallprodukte der Liebe. Eine Ausstellung mit Werken von Elfi Mikesch, Rosa von Praunheim und Werner Schroeter
- 2020: Catching the Light[9][10][11][12][13]. Galerie Gustav von Hirschheydt, Berlin